# Bankimčandra Čattopádhjáj
Bankimčandra Čattopádhjáj (také Bankim Chandra Chattopadhyay či Chatterjee; bengálsky বঙ্কিম চন্দ্র চট্টোপাধ্যাযবঙ্কিম চন্দ্র চট্টোপাধ্যায; 26. června 1838 Kanthalpara - 8. dubna 1894 Kalkata) byl indický spisovatel z Bengálska. Prozaik, esejista a editor Čattopádhjáj je považován za nejpopulárnějšího spisovatele bengálské renesance 19. století. Jeho romány, které vycházely na pokračování v časopisech, byly nejen netrpělivě očekávány a široce čteny v Kalkatě 70. let 18. století, ale jsou stále považovány za milníky indické literární historie kvůli jejich národní tendenci a jazykové formě. Čattopádhjáj začal psát anglicky pod vlivem Waltera Scotta, později přešel ke své mateřštině a stal se i hinduistou.